# Giovanni Dandolo (politico)
Giovanni Dandolo (anni 1210 o 1220) è stato un politico e diplomatico italiano, attivo a Venezia nel XIII secolo.
Figlio di Ranieri detto "il Rosso", era membro di un ramo minore dei patrizi Dandolo dimorante nella parrocchia di San Luca. Non va confuso con i vari omonimi coevi, come Giovanni di Ranieri di San Luca, nipote del doge Enrico, o Giovanni di Ranieri di San Moisè.

## Biografia
Probabilmente in giovane età si dedicò ai commerci, ma non abbiamo alcuna notizia in proposito. Nell'estate 1260 cominciò a partecipare alla vita pubblica, pur rimanendo nell'ambito mercantile, e venne nominato bailo di Acri. Partito con la muda diretta in Siria, giunse nella capitale del Regno di Gerusalemme nell'autunno successivo accompagnato dal fratello Marino.
Il Dandolo operò in un momento estremamente delicato: nella zona infuriava infatti la guerra di San Saba che opponeva Venezia alla rivale Genova e la stessa Acri era stata parzialmente distrutta.
Nel 1261 il vescovo di Betlemme Tommaso Agni, inviato da papa Alessandro IV come paciere, aveva convocato i rappresentanti delle due parti - nel caso della Serenissima il Dandolo - a un'assemblea di religiosi e giuristi. A Venezia fu chiesto di porre nelle mani del prelato le loro fortificazioni di Acri e di restituire i beni sottratti ai Genovesi; in compenso il vescovo si disse disponibile ad ampliare i confini della parrocchia di San Marco, la chiesa di riferimento per i Veneziani della città, facendoli coincidere con quelli del loro quartiere. Il Dandolo, però, respinse queste condizioni e nel giro di qualche mese, con la caduta di Costantinopoli, le ostilità ripresero.
Entro la fine dell'anno il Dandolo tornò a Venezia e non ricoprì alcun incarico rilevante sino al 1267 quando, assieme a Marco Querini e da Federico Giustinian, prese parte a una legazione presso papa Clemente IV. La missione era stata voluta dallo stesso pontefice dietro l'invito di Luigi IX perché potessero riprendere i negoziati con Genova; il sovrano francese voleva infatti spianare la strada alla nuova crociata in Terrasanta che stava organizzando. Questa volta i Veneziani accettarono con favore le proposte di riconciliazione, offrendo al re le loro navi da trasporto; ma i Genovesi non vollero scendere a compromessi con gli eterni nemici e ai rappresentanti marciani non restò che tornare in patria senza aver nemmeno incontrato gli emissari della controparte.
Il 1º ottobre 1267 fu eletto per la prima volta in Maggior Consiglio come rappresentante del sestiere di San Marco. Qualche anno dopo fu inviato assieme ad altri nobili per una ricognizione lungo il Po dove si combatteva la guerra contro Bologna; giunto sul luogo, assistette alla ritirata dei soldati veneziani sconfitti il 1º settembre 1271 e si occupò di risollevarne il morale e di recuperare le posizioni perdute, pur non partecipando direttamente agli scontri.
Il 18 ottobre 1272 tornò a Roma con Tommasino Giustinian e Nicolò Navigaioso trattare nuovamente una pace con Genova sotto l'arbitrato di papa Gregorio X (il quale sperava in una riconciliazione in vista di una nuova crociata). I primi colloqui non diedero gli esiti sperati e le due parti dovettero rincontrarsi a partire dal 1º febbraio successivo nella chiesa dei Domenicani di Orvieto, ma anche in questo caso non fu trovato un accordo.
Il nome del Dandolo compare ancora nel 1277 tra gli eletti al Maggior Consiglio. Non si hanno notizie successive.